# Kuitun
Kuitun (în rusă Куйтун) este o localitate de tip orășenesc din Regiunea Irkutsk, Rusia, fiind centrul administrativ al raionului Kuitun. În localitate se află o stație a căii ferate transsiberiene. Economia localității se bazează pe agricultură, silvicultură și prelucrarea lemnului. În 2010 aici locuiau 10.097 persoane.
În ziua de 4 februarie 1920 localitatea a fost teatru de război în cadrul Luptei de la Șeragul și Kuitun, dintre Legiunea Română din Siberia și efective ale Armatei Roșii.